# Gioia Tauro
Pour les articles homonymes, voir Gioia.
Gioia Tauro est une commune de la province de Reggio de Calabre, dans la région Calabre, en Italie. Elle est située sur le site de l'antique colonie grecque de Metauria, fondée par des habitants de Zanklê vers 650 avant l'ère chrétienne. Elle a donné son nom à la plaine de Gioia Tauro.

## Géographie
Gioia Tauro est située en Italie, dans la plaine du Tauro, sur la côte de la mer Tyrrhénienne.
Plus au sud, Villa San Giovanni, sur le détroit de Messine est distante de 33 kilomètres environ.

## Économie
La ville possède, grâce à l'aide des fonds structurels européens, un important port de conteneurs. Créé en 1994, il est devenu en dix ans le deuxième port de conteneurs de la Méditerranée, derrière Algésiras.

## Personnalités
- Pino Arlacchi (1951 - ), sociologue et homme politique, connu pour ses études et ses essais sur la mafia
- Léon II (?-683)[2], pape

## Administration
| Période                                  | Période  | Identité             | Étiquette     | Qualité |
| ---------------------------------------- | -------- | -------------------- | ------------- | ------- |
| 2006                                     | 2010     | Giorgio dal Torrione | CdL           |         |
| 2010                                     | En cours | Renato Bellofiore    | liste civique |         |
| Les données manquantes sont à compléter. |          |                      |               |         |

### Communes limitrophes
Palmi, Rizziconi, Rosarno, San Ferdinando, Seminara.

### Évolution démographique
Habitants recensés

## Sport
La ville dispose de nombreuses installations sportives, parmi lesquelles le stade Cesare-Giordano ou encore le stade Pasquale-Stanganelli, qui accueille la principale équipe de football de la ville, l'ASD Gioiese.